# روبرت كارير
روبرت كارير هو سياسي كندي، ولد في 3 يونيو 1941 في مونتريال في كندا. نشط حزبياً في الكتلة الكيبيكية. في الانتخابات الاتحادية الكندية 2008 ‏، انتخب عضو مجلس العموم الكندي عن دائرة Alfred-Pellan ‏ وقد انضم خلال فترته النيابية ‏ (14 أكتوبر 2008 – 1 مايو 2011) للكتلة البرلمانية الكتلة الكيبيكية وانتخب عضو مجلس العموم الكندي عن دائرة Alfred-Pellan ‏ وقد انضم خلال فترته النيابية ‏ للكتلة البرلمانية الكتلة الكيبيكية وانتخب عضو مجلس العموم الكندي عن دائرة Alfred-Pellan ‏ وقد انضم خلال فترته النيابية ‏ للكتلة البرلمانية الكتلة الكيبيكية.